# Ирбен Леверије
Ирбен Жан Жозеф Леверије (фр. Urbain Jean Joseph Le Verrier, 11. март 1811 — 23. септембар 1877) је био француски математичар и астроном. Познат је по томе што је предвидео постојање и положај планете Нептун користећи се само математичким методама.

## Биографија
Леверије је рођен у месту Сен Ло, у департману Манш у североисточној Француској. На Политехничкој школи је почео најпре да студира хемију, да би касније прешао на студије астрономије. Био је посебно заинтересован за небеску механику. Већи део професионалне каријере провео је на месту директора Париске опсеравторије. 1846. постао је члан Француске академије наука.
Свој први рад из области астрономије под насловом О секуларним варијацијама орбита планета представио је 1839. и тицао се стабилности Сунчевог система. У наредним годинама објавио је више радова о периодичним кометама.

### Откриће Нептуна
Леверијеово највеће достигнуће је претопставка о постојању и положају до тада непознате планете Нептун и то само на основу математичких и астрономских прорачуна кретања планете Плутон. Подстакнут од стране тадашњег директора Париске опсерваторије физичара Франсое Арагоа, Леверије је провео месеце бавећи се сложеним прорачунима не би ли објаснио мала неслагања између Уранове посматране орбите и оне коју су предвиђали Њутнови закони гравитације.Истовремено, сличне прорачуне је вршио и Џон Куч Адамс у Енглеској, не знајући за рад Леверијеа. Он је своја истраживања предочио Џорџу Ерију из Гриничке опсерваторије, али на њих није обраћана пажња.
Леверије је своја истраживања предствио Француској академији наука 31. августа 1846, два дана пре него што је Адамс своје прорачуне послао Гриничкој опсерваторији. 18. септембра послао је писмо Јохану Галеу, астроному из Берлинске опсерваторије у коме га моли да провери његове претпоставке. Писмо је стигло пет дана касније, а исте ноћи Гале и тек дипломирани студент Хајнрих Даре усмериили су телескоп ка положају на који им је указао Леверије. Нешто касније видели су Нептун са само 1 степеномм одступања у односу на предвиђену локацију.
Франсоа Араго је предложио да нова планета добије име по Леверијиеу, што је овај одбио, назвавши је Нептун, по староримском богу воде и мора, вероватно због плавкасто-зеленкасте боје планете.
Постоје контроверзе око стицања заслуга за откриће Нептуна. Чињеница је да је Адамс почео са својим истраживањима пре Леверијеа, али их је објавио касније и његов резултати нису били у вези с тим открићем. Заслуге за откриће Нептуна Леверијеу, Галеу и Дареу, признао је и сам Адамс.Упркос томе у научној заједници је дуго остало уврежено мишљене по коме они подјаднако деле заслуге за то откриће.

### Прецесија Меркура
Након открића Нептуна, Леверије је почео да истражује одступања Меркурове орбите. Утврдио је да спора прецесија Меркурове орбите око Сунца не може у потпуности бити објашњена Њутновом механиком и пертурбацијама познатих планета. Стога је сматрао да вероватно постоји још нека планета која орбитира око Сунца још ближе него Меркур.Ова хипотетичка планета је чак добила и своје име – Вулкан. То је изазвало талас лажних открића, која су трајала све до 1915. године, када је Ајнштајн објаснио ове пертурбације уз помоћ своје теорије релативности.

## Признања
Леверије је био професор небеске механике на Факултету наука, а 1846. постао је члан Француске академије наука. Након смрти Арагоа изабран је за директора Париске опсерваторије на чијем челу је остао до своје смрти, са прекидом од 1870-1873. Добитник је Златне медаље Краљевског астрономског друштва. По њему су названи један кратер на Месецу, кратер на Марсу, један Нептунов прстен, као и један астероид. Његово име је једно од 72 имена значајних научника уклесаних на Ајфеловој кули.